# Leonor Andrade
Leonor Margarida Coelho Andrade (Barreiro, 13 settembre 1994) è una cantante e attrice portoghese.

## Biografia
Nel 2014 è stata tra i concorrenti della seconda edizione del talent show The Voice Portugal, venendo poi eliminata nella tredicesima puntata. Dopo quest'esperienza ha interpretato il ruolo di Joana Luz nella telenovela portoghese Água de Mar
Ha rappresentato il suo Paese all'Eurovision Song Contest 2015 con la canzone Há um mar que nos separa, senza però riuscire a qualificarsi per la finale.